# هارون هيكي
هارون بوتشانان هيكي (بالإنجليزية: Aaron  Buchanan Hickey)‏ هو لاعب كرة قدم بريطاني، ولد في 10 يونيو 2002 يلعب مع نادي برينتفورد الإنجليزي.

## وصلات خارجية
- هارون هيكي على موقع الاتحاد الأوربي (الإنجليزية)
- هارون هيكي على موقع الاتحاد الإسكتلندي (الإنجليزية)
- هارون هيكي على موقع قاعدة بيانات كرة القدم.إي يو (الإنجليزية)
- هارون هيكي على موقع ليكيب (الفرنسية)
- هارون هيكي على موقع ناشيونال فوتبول تيمز (الإنجليزية)
- هارون هيكي على موقع Soccerbase.com (لاعب) (الإنجليزية)
- هارون هيكي على موقع Soccerway.com (الإنجليزية)
- هارون هيكي على موقع عالم كرة القدم.نت (الإنجليزية)